# Лемма Шуры-Буры
Лемма Шуры-Буры — принятое в научной школе П. С. Александрова название для следующего элементарного утверждения общей топологии, касающегося свойств компактных пространств:
Пусть {\displaystyle U} — открытое подмножество компактного пространства {\displaystyle X}, а {\displaystyle \{F_{s}\}_{s\in S}} — некоторое семейство замкнутых (и, следовательно, компактных) подмножеств этого пространства. Если {\displaystyle \bigcap _{s\in S}F_{s}\subset U}, то существует конечное множество {\displaystyle \{s_{1},s_{2},\dots s_{n}\}\subset S}, такое, что {\displaystyle \bigcap _{i=1}^{n}F_{s_{i}}\subset U}.
Более краткая формулировка леммы Шуры-Буры (в терминах неиндексированных семейств множеств):
Пусть {\displaystyle U} — открытое подмножество компактного пространства {\displaystyle X}, а {\displaystyle {\mathcal {F}}} — некоторое семейство замкнутых (и, следовательно, компактных) подмножеств этого пространства, такое, что {\displaystyle \bigcap {\mathcal {F}}\subset U}. Тогда {\displaystyle \bigcap {\mathcal {F}}_{0}\subset U} для некоторого конечного подсемейства {\displaystyle {\mathcal {F}}_{0}\subset {\mathcal {F}}}.
Для доказательства леммы Шуры-Буры достаточно заметить, что семейство, состоящее из указанных в её формулировке множества {\displaystyle U} и из дополнений элементов семейства {\displaystyle {\mathcal {F}}}, является открытым покрытием пространства {\displaystyle X} и извлечь из этого покрытия конечное подпокрытие.
Свойство, указанное в лемме Шуры-Буры, на самом деле характеризует компактные пространства.

## Обобщения леммы Шуры-Буры
Лемму Шуры-Буры можно обобщить на произвольные (не обязательно компактные) пространства, потребовав, чтобы рассматриваемое в ней семейство замкнутых множеств содержало хотя бы одно компактное:
Пусть {\displaystyle U} — открытое подмножество пространства {\displaystyle X}, а {\displaystyle {\mathcal {F}}} — некоторое семейство замкнутых подмножеств этого пространства, хотя бы одно из которых компактно, причём {\displaystyle \bigcap {\mathcal {F}}\subset U}. Тогда {\displaystyle \bigcap {\mathcal {F}}_{0}\subset U} для некоторого конечного подсемейства {\displaystyle {\mathcal {F}}_{0}\subset {\mathcal {F}}}.
В предположении хаусдорфовости лемма Шуры-Буры допускает следующее существенное усиление:
Пусть {\displaystyle U} — открытое подмножество хаусдорфова пространства {\displaystyle X}, а {\displaystyle {\mathcal {F}}} — некоторое семейство компактных подмножеств этого пространства, такое, что {\displaystyle \bigcap {\mathcal {F}}\subset U}. Тогда найдутся конечное семейство {\displaystyle \{\,F_{1},F_{2},\dots ,F_{n}\,\}\subset {\mathcal {F}}} и конечное семейство {\displaystyle \{\,V_{1},V_{2},\dots ,V_{n}\,\}} открытых в {\displaystyle X} множеств, обладающие следующими свойствами:
а) {\displaystyle F_{i}\subset V_{i}} для {\displaystyle i=1,2,\dots ,n};
б) {\displaystyle \bigcap _{i=1}^{n}V_{i}\subset U}.

## Лемма Шуры-Буры и компоненты связности компакта
Лемма Шуры-Буры закрепилась как отдельное утверждение с данным названием в монографиях П. С. Александрова, где оно использовалось в качестве вспомогательного для доказательства следующей фундаментальной теоремы, принадлежащей М. Р. Шуре-Буре (1941):
Компонента связности каждой точки хаусдорфова компактного пространства совпадает с её квазикомпонентой.
Некоторые авторы называют эту последнюю теорему также «леммой Шуры-Буры». Для случая метрических компактов она была ранее доказана Ф. Хаусдорфом (1914).